# أوبن ستاك
أوبن ستاك (بالإنجليزية: OpenStack)‏ وهو مشروع بنية تحتية كخدمة للحوسبة السحابية، بدأت به شركة راك سبيس كلاود ‏ ووكالة ناسا في عام 2010. حالياً انضم إليهم أكثر من 150 شركة منهم AMD، إنتل، كانونيكال، سوزه لينكس، ريد هات، سيسكو سيستمز، ديل، هيوليت-باكارد، آي بي إم وياهو!.
وهو برنامج حر ومفتوح المصدر مرخص تحت رخصة أباتشي، نتج من دمج كود منصة Nebula من ناسا مع خدمة راك سبيس كلاود ‏ وتضمين الإصدار في توزيعتي لينكس ريد هات وأبونتو.

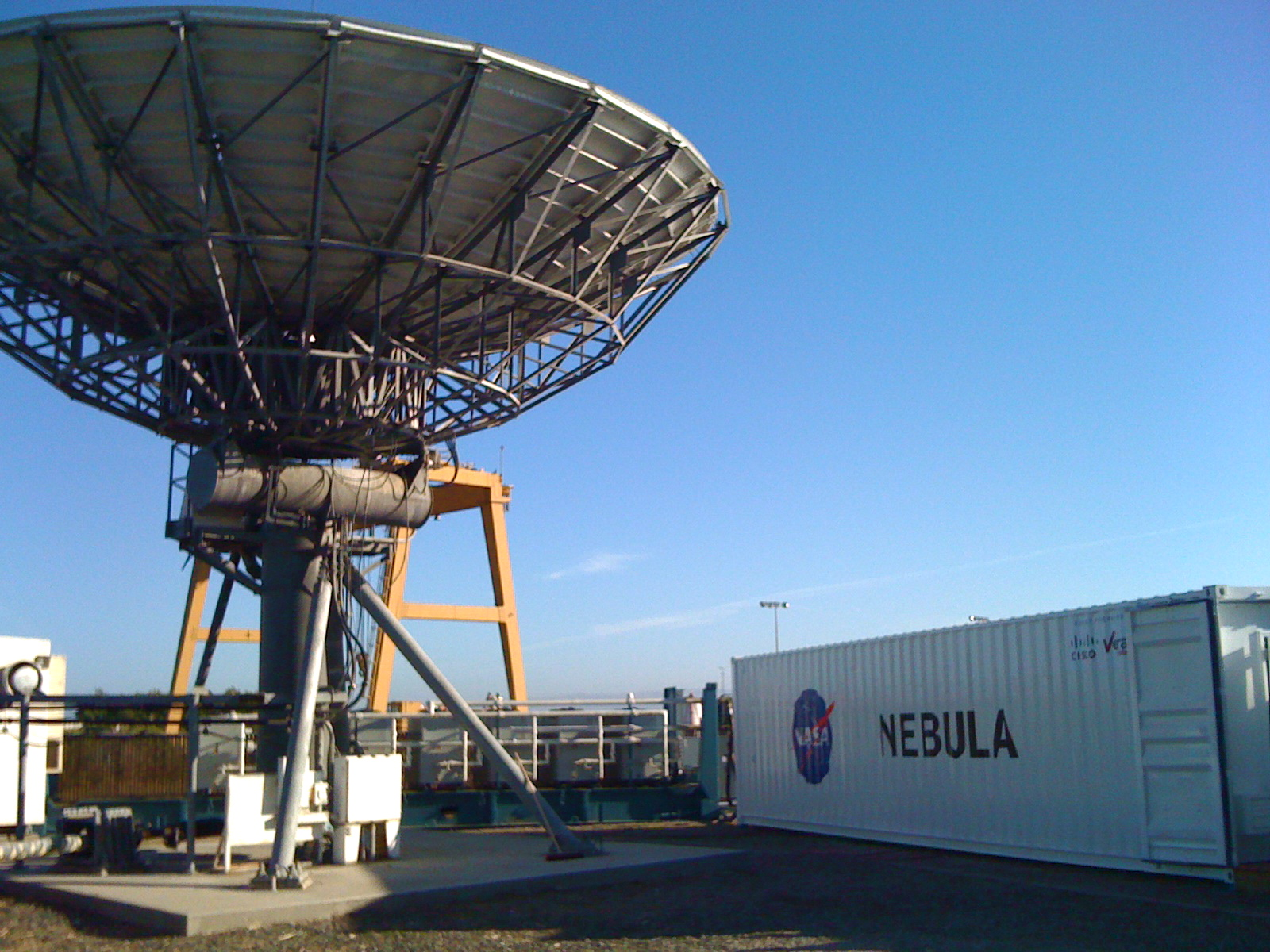
NASA's Nebula Platform

## تاريخ
في يوليو 2010 شركة راك سبيس كلاود ‏ ووكالة ناسا أطلقوا سوياً مبادرة جديدة في الحوسبة السحابية عرفت باسم أوبن ستاك. مهمة مشروع أوبن ستاك جعل أي منظمة قادرة على إنشاء وتقديم خدمات الحوسبة السحابية على العتاد القياسي. وتم إطلاق الإصدار الرسمي الأول وأطلق عليه اسم أوستن، واستغرقت أربعة أشهر وخطط لاحقاً لإصدار تحديثات كل بضعة أشهر.

### تاريخ الإصدارات
| اسم الإصدار | تاريخ الإصدار  | ملاحظات |
| ----------- | -------------- | ------- |
| Austin      | 21 أكتوبر 2010 |         |
| Bexar       | 3 فبراير 2011  |         |
| Cactus      | 15 أبريل 2011  |         |
| Diablo      | 22 سبتمبر 2011 |         |
| Essex       | 5 أبريل 2012   |         |
| Folsom      | 27 سبتمبر 2012 |         |
| Grizzly     | 4 أبريل 2013   |         |

## وصلات خارجية
- الموقع الرسمي